# (37214) 2000 WG130
2000 WG130 (asteroide 37214) é um asteroide da cintura principal. Possui uma excentricidade de 0.22479250 e uma inclinação de 4.90915º.
Este asteroide foi descoberto no dia 19 de novembro de 2000 por Spacewatch em Kitt Peak.